# Oliver Law
Oliver Law (23 de octubre de 1900-9 de julio de 1937) fue un afroamericano comunista, sindicalista y activista social, que luchó con el Batallón Lincoln en la guerra civil española. Llegó a ser comandante del Batallón Lincoln, siendo el primer afroamericano en mandar una unidad de tropas norteamericanas blancas.

## Biografía

### Inicios
Nacido en Texas, después de servir en el ejército durante la Primera Guerra Mundial se trasladó a Chicago, donde desempeñó varios trabajos. Se afilió al Partido Comunista de los Estados Unidos en 1929, durante la Gran Depresión, en la que se quedó en paro y se convirtió en un importante activista.
Fuertemente opuesto al fascismo, lideró manifestaciones contra la ocupación italiana de Etiopía y en 1936 zarpó a España, desde Nueva York, para unirse a las fuerzas que lucharon contra los fascistas, a pesar de la prohibición del gobierno estadounidense. Era un destacado soldado con una considerable experiencia militar, sirvió en una compañía de ametralladoras y pronto se convirtió en comandante del batallón, siendo así el primer afroamericano en comandar a tropas de estadounidenses blancos.

### Guerra civil española
En 1936 Law se unió al Batallón Lincoln, una unidad de voluntarios estadounidenses que luchó en favor del gobierno del Frente Popular. Después del fracaso de la toma de Madrid mediante un ataque frontal, Franco ordenó cortar la carretera que unía Madrid con el resto del territorio republicano: 40 000 hombres del bando sublevado cruzaron el río Jarama el 11 de febrero de 1937. El general José Miaja envió tres Brigadas Internacionales al valle del Jarama para bloquear el avance. La buena actuación de Law en la batalla le permitió ascender a comandante de la compañía de ametralladoras. Unas semanas más tarde fue nombrado comandante del batallón.
El 6 de julio, el gobierno republicano lanzó una gran ofensiva en un intento de mitigar la ofensiva sobre Madrid. El general Vicente Rojo Lluch envió al Ejército Republicano a Brunete, desafiando el control franquista del oeste de la capital. Luchando durante el cálido verano español, las Brigadas Internacionales sufrieron muchas bajas. Oliver Law murió el 9 de julio cuando lideraba heroicamente a sus hombres en un ataque en el cerro del Mosquito (Villaviciosa de Odón). 
Después de la guerra, un anticomunista llamado William Herrick declaró que Law había sido asesinado por sus propios hombres que no aceptaban ser liderados por un hombre negro. Esta versión fue desmentida por Harry Fisher, que participó en la ofensiva:

Él era el primer hombre sobre la colina. Estaba en la posición más avanzada cuando una bala fascista lo golpeó en el pecho.

David Smith, el médico que procuró curar la herida con un coagulante, también confirmó que Law había sido víctima del fuego de las tropas del bando sublevado. El actor estadounidense Paul Robeson trató de llevar su vida al cine, pero la época de «caza de brujas» que se vivía en los Estados Unidos después de la Segunda Guerra Mundial le hizo abandonar el proyecto.